# Észt függetlenségi háború

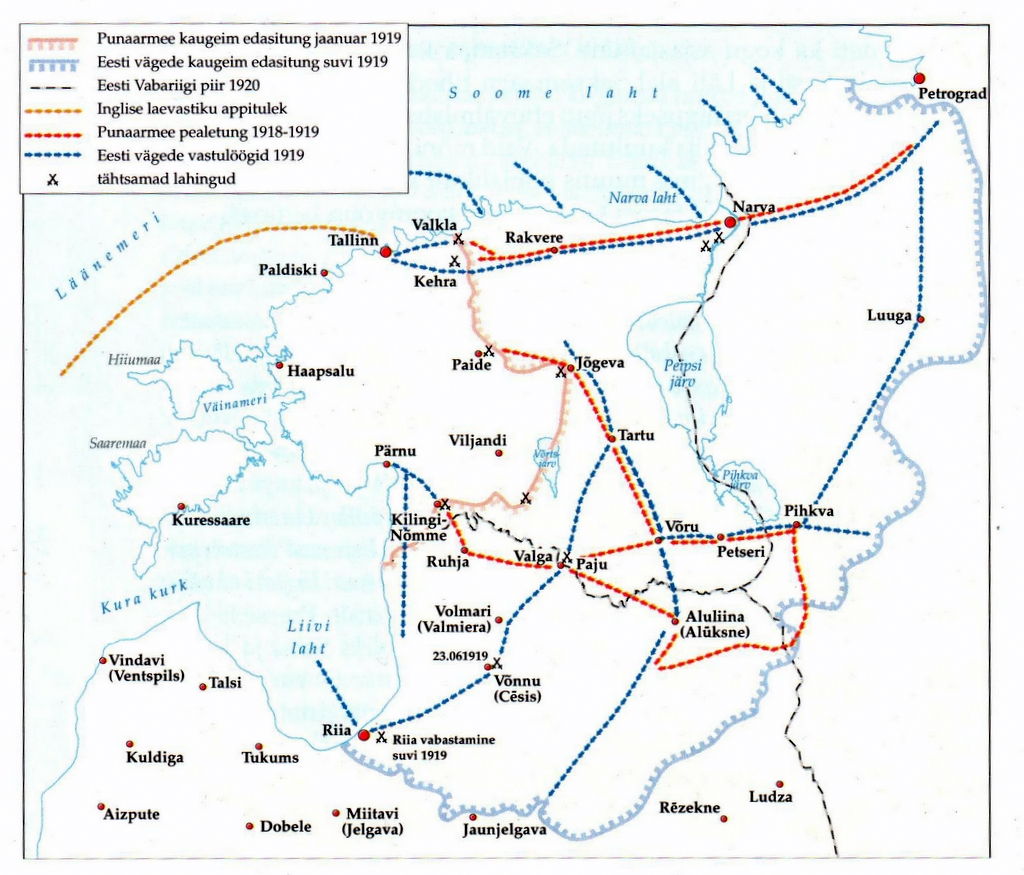
A legfontosabb csapatmozgások

Az észt függetlenségi háború (észt nyelven: Vabadussõda) egy fegyveres konfliktus volt 1918. november 28. – 1920. február 2. között, az ekkor még az Orosz Birodalom északnyugati részén elhelyezkedő Észtország területén, illetve Lettország északi részén. A konfliktus az oroszországi polgárháború nyugati hadszínterének részét képezte és Észtország függetlenségének kivívásával ért véget, melyet az 1920. február 2-án aláírt tartui békeszerződés szentesített. A háborúnak sajátos jelleget adott a balti németek fegyveres szervezetének, a Baltische Landeswehrnek a részvétele a harcokban, akik egyszerre küzdöttek az észt hadsereg és a Vörös Hadsereg egységei ellen.

## Előzmények
Az első világháború az összeomlás szélére sodorta az Orosz Birodalmat. 1917 februárjában megbukott a cári rendszer, majd még ugyanez év októberében a Vlagyimir Iljics Lenin vezette bolsevikok vették át a hatalmat. A bolsevik hatalomátvétel törést okozott a régi, cári rendszerhez hű katonatisztek és politikusok, valamint az új hatalom támogatói között, melynek eredményeként rövidesen polgárháború tört ki a szemben álló felek között.
A kaotikus politikai helyzet az Orosz Birodalom területén élő kisebbségek szeparációs törekvéseit is felerősítette. 1917 novemberében megalakult az Észt Nemzeti Tanács, mely az Esztlandiai kormányzóság legmagasabb hatalmi szervévé nyilvánította magát. A bolsevik hatóságok azonban a Nemzeti Tanácsot feloszlatták, ideiglenesen meggátolva az észt függetlenségi törekvések érvényre jutását. 1918 elején azonban Észtország az előrenyomuló Német Császári Hadsereg fennhatósága alá került, ezt kihasználva, február 24-én az újjáalakult nemzeti tanács kikiáltotta a terület függetlenségét és egy ideiglenes kormányt alapítottak. Ezt a függetlenségi kiáltványt azonban sem a németek, sem a bolsevik kormány nem ismerte el.
Az 1918. november 11-i német kapitulációt követően, az észtországi német katonai parancsnokság átadta a politikai hatalmat az ideiglenes kormánynak és megkezdte kivonulását a területről. 1918. november 16-án a kormány megkezdte az észt hadsereg megszervezését, Konstantin Pätset nevezve ki honvédelmi miniszterré, Anders Larka vezérőrnagyot pedig a hadsereg vezérkari főnökévé.

## A konfliktus
1918. november 28-án a Vörös Hadsereg 6. gyalogos hadosztálya támadást intézett Narva térségében az Észt Védelmi Liga paramilitáris alakulatai és a visszavonulóban levő német 405. gyalogos hadosztály ellen, kirobbantva ezzel a katonai konfliktust. A város már másnapra elesett, ezalatt a 2. "Novgorod" hadosztály a Peipus-tó térségében lépett támadásba, egy második frontot nyitva. 1918 karácsonyára a szovjet csapatok elfoglalták az észt területek legfontosabb vasúti csomópontjának számító Tapát valamint Tartut, és már csak 34 km-re álltak Tallinntól. Időközben a bolsevikokkal szimpatizáló észt kommunisták Narvában kikiáltották az Észtországi Munkáskommünt.
Ebben a katonai helyzetben kezdődött meg az észt hadsereg átszervezése, a vezérkari főnökké frissen kinevezett Johann Laidoner vezetésével. Laidoner Észtország déli részén egy számottevő katonai alakulatot állított fel Viktor Puskar parancsnoksága alatt, valamint létrehozta a Kuperjanov-hadosztályt, egy különleges műveleti katonai alakulatot Julius Kuperjanov hadnagy vezetésével, mely a frontvonal mögött hajtott végre hadműveleteket a szovjet csapatok ellen (nem csak Észtország, hanem Lettország területén is). Az észt hadsereg megszervezését a külföldről érkező anyagi segítség is lehetővé tette: Finnország decemberben 5000 puskát és 20 ágyút küldött az észt hadseregnek, az Egyesült Királyság pedig 6500 puskát, 200 géppuskát és 2 ágyút juttatott el tengeri úton az észt hadsereg számára. Emellett 1919. január 2-án egy 2000 fős finn önkéntes hadosztály is érkezett az észt csapatok megsegítésére.
Az észt hadsereg 1919. január 2. és 5. között megállította a Vörös Hadsereg előrenyomulását, majd január 7-én ellentámadásba lendült. Január 9-én elfoglalták Tapát, majd január 17–18. között súlyos harcokat vívtak Narva visszafoglalásáért, mely végül sikerrel járt, de az elkövetkező napokban a front Narva mellett megmerevedett. Eközben a déli fronton az észt–finn csapatok visszafoglalták Tartut, majd január 31-én a pajui csatában a szovjet egységeket kiszorították Észtországból és bevonultak Valga határvárosba (ebben a csatában esett el Julius Kuperjanov).
1919 februárjában mindkét fél sikertelenül próbált áttörést elérni. Február végén a szovjetek felállították az Észt Vörös Hadsereget, az Észt Kommunista Pártot irányító Jaan Anvelt vezetésével. Ezt követően a Vörös Hadsereg újabb offenzívát kísérelt meg Narva térségében és a déli fronton is, de Narvánál az észt hadsereg egységei a fehér orosz csapatok segítségével visszaverték a támadást, a déli fronton azonban a szovjet csapatok több települést is elfoglaltak március közepéig. Március 29-én az észtek ellentámadásba lépve átlépték a tulajdonképpeni Oroszország határát is és elfoglalták Pecsorit (melyet a tartui béke értelmében Petseri néven Észtországhoz csatoltak. Jelenleg Oroszország része).
1919 májusában az észt hadsereg újabb offenzívába kezdett, melynek eredményeként Narva térségében súlyos vereséget mértek a szovjet csapatokra, majd - miután az Észt Vörös Hadsereg egységeinek többsége átállt az észt hadsereg oldalára – 1919. május 25-én elfoglalták Pszkovot. A város feletti ellenőrzést nemsokára átadták a Nyikolaj Jugyenyics vezette fehér csapatoknak. Ezzel párhuzamosan az észt csapatok felszabadították Lettország északi részét is a szovjet uralom alól, itt azonban egy újabb ellenséggel szembesültek: a Baltische Landeswehrrel, mely a balti németek katonai alakulata volt – 1918 novemberében a megszálló német hadsereg parancsnoksága által felállítva.

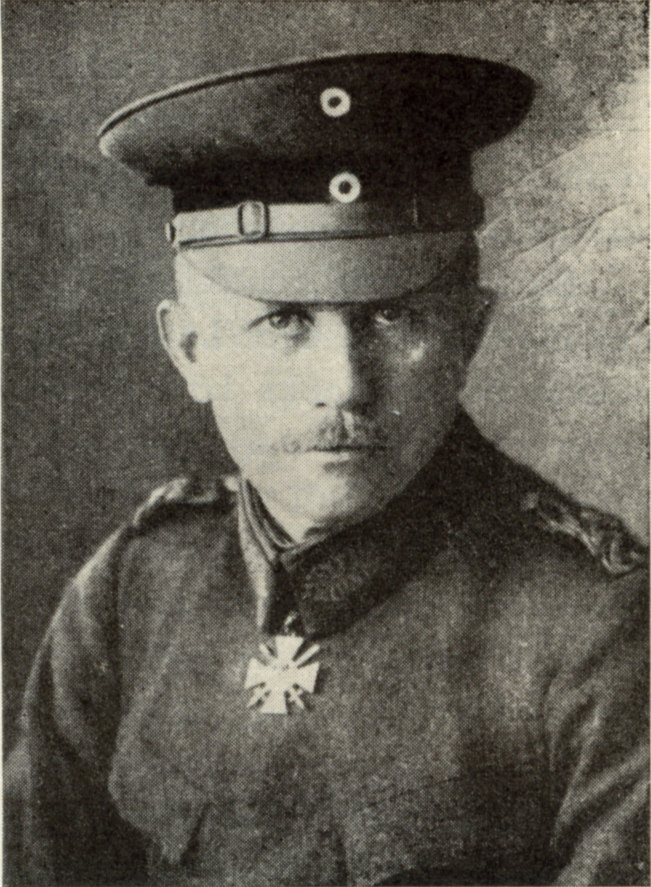
R. v. d. Goltz

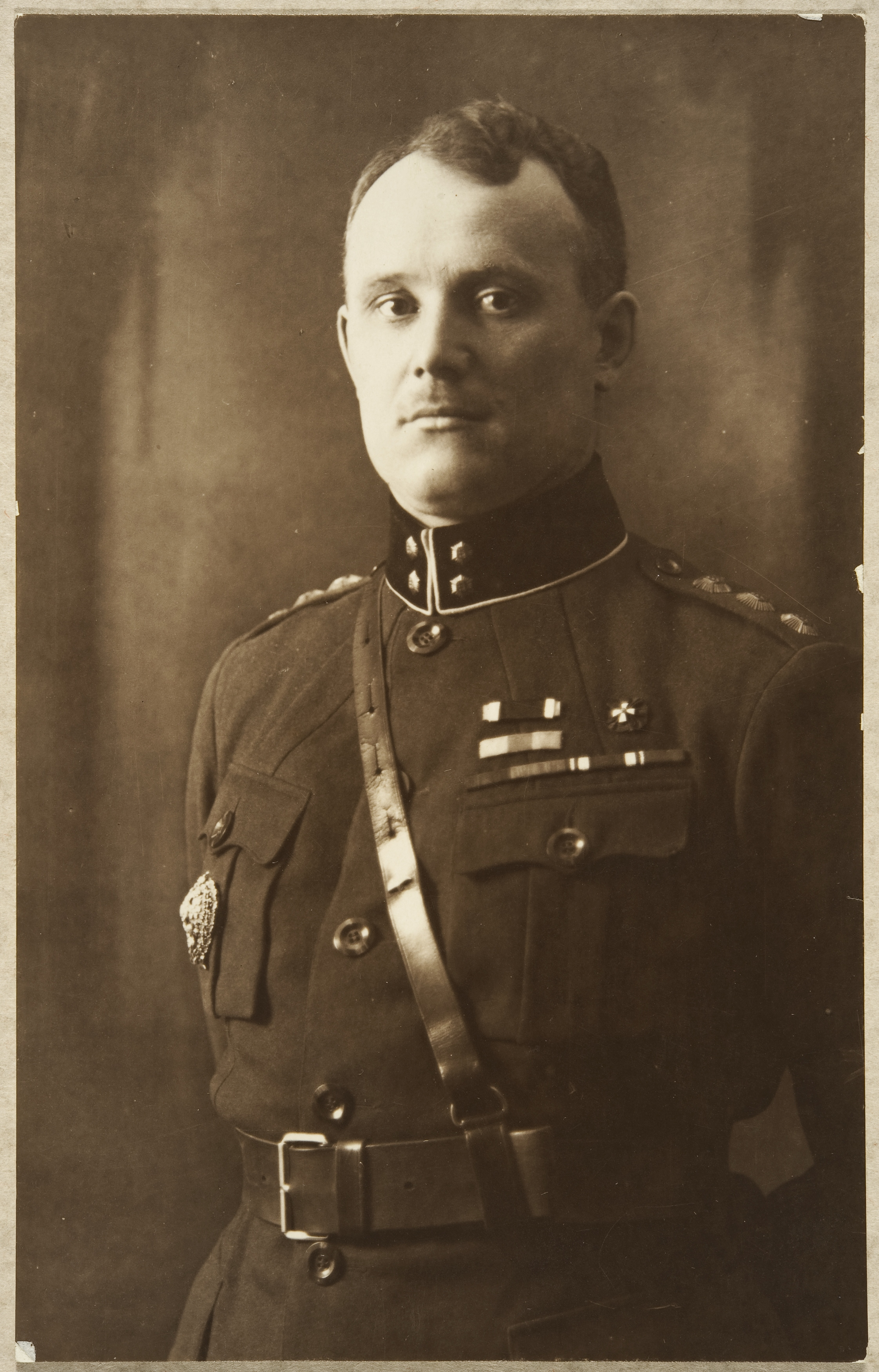
J. Laidoner

A Kārlis Ulmanis vezette lett ideiglenes kormány 1919 áprilisában Észtországhoz hasonlóan kikiáltotta a terület függetlenségét, de az újonnan megalakuló államot rövid idő alatt lerohanták a Vörös Hadsereg alakulatai, akiknek előrenyomulását a Rüdiger von der Goltz vezette Baltische Landeswehr állította meg. Goltz azonban Ulmanis kormányát félreállította és helyére a németbarát Andrievs Niedrát tette meg miniszterelnöknek. Június elején a német csapatok előrenyomulásba kezdtek Lettország északi területei fele is, betörve az észt megszállás alatt levő területekre. Laidoner tábornok június 3-án egy ultimátumot küldött Goltznak, amelyben a német csapatok visszavonulását kérte. Miután választ nem kapott, június 5-én páncélos vonatokat küldött az érintett területre, melyekre azonban a Landeswehr csapatai tüzet nyitottak. Június 6-án a németek elfoglalták Cēsis várost, majd az észt hadsereg ellentámadását visszaverték. Habár június 10-én az Antant nyomására a két fél békét kötött, június 19-én a harcok kiújultak, az észt hadsereg pedig június 23-án visszafoglalta Cēsist, majd folytatta előretörését Riga irányába. Július 3-án az észt csapatok már Riga előterében tartózkodtak, amikor – ismét az Antant nyomására – egy újabb fegyverszünetet sikerült tető alá hozni. Ennek értelmében Ulmanis ismét kormányt alakíthatott, a Baltische Landeswehrt pedig a lett kormány fennhatósága alá rendelték, amely a Vörös Hadsereg elleni harcokban vetette be.
Az észt hadsereg sikerei miatt, illetve a többi fronton elszenvedett vereségek hatására a szovjet kormány már 1919 áprilisától megkezdte egy békeszerződés irányába való puhatolózást. 1919. április 25-én a Magyarországi Tanácsköztársaság vezetői felajánlották, hogy közvetítenek egy békeszerződés létrehozásáért a szovjetek és az észt kormány közt, de az észtek ezt Walter Cowan admirális nyomására elutasították (aki kilátásba helyezte a brit támogatás beszüntetését Észtország számára, a magyar kommunisták ajánlatának elfogadása esetén). 1919. június 5-én a szovjet kormány hivatalosan felszámolta az Észt Munkásközösséget, majd augusztus 31-én formálisan is béketárgyalások kezdésére tett javaslatot. Az észt fél pozitív válaszát követően a tárgyalások szeptember 16-án kezdődtek meg. A tárgyalások azonban ideiglenesen megakadtak, mikor Jugyenyics csapatai októberben offenzívát indítottak Szentpétervár elfoglalásáért, ebben a hadműveletben pedig az észtek is részt vettek. A Vörös Hadsereg egységei azonban visszaverték a támadást, majd ellentámadásba lendülve, novemberben ismét ostrom alá vették Narvát. A közel egy hónapig tartó csata azonban az észt hadsereg győzelmével ért véget.
November 19-én Jaan Tõnisson észt miniszterelnök újraindította a béketárgyalásokat Tartuban. A fegyverszünet megkötésére azonban már csak a békeszerződés megkötése után, 1920. február 3-án került sor. A február 2-án megkötött békeszerződés jobbára a frontvonalak mentén húzta meg a két ország határát, stratégiai okokból Észtországnak hagyva néhány települést a Narva folyótól keletre (ezeket később, 1945-ben, a szovjetek visszacsatolták Észtországtól az Orosz SZSZK-hoz). A Szovjetunió ugyanakkor elismerte Észtország függetlenségét.

## Külföldi segítség az észt hadsereg számára
A háború során fontos szerepet játszott a külföldről (elsősorban az Egyesült Királyságból és Finnországból) érkező anyagi és részben katonai segítség az észt hadsereg számára. A brit hadiflotta 1918 decemberében érkezett meg a Balti-tenger térségébe, és amellett, hogy rendszeres fegyverutánpótlással látta el az észt csapatokat, a brit hadihajók időnként tüzérségi támogatást is nyújtottak (például a Narváért vívott harcokban), valamint meggátolták a szovjet Balti Flotta felvonulását az észt partok ellen. A brit hadiflotta maradt a háború során végig az észt hadsereg első számú támogatója.
Jelentős támogatás érkezett Finnország részéről is, mely 1918 decemberében 5000 puskát és 20 ágyút bocsátott az észt hadsereg rendelkezésére. Emellett egy 3500 fős önkéntes zászlóalj is részt vett a függetlenségi háború harcaiban, 1919 áprilisáig 150 finn katona esett el a fronton.
1919 márciusában egy 178 fős svéd önkéntes zászlóalj érkezett Észtországba Carl Axel Mothander parancsnoksága alatt, majd áprilisban egy 200 fős dán önkéntes alakulat Richard Gustav Borgelin parancsnoksága alatt. A dán önkéntesek részvétele a konfliktusban 1919 szeptemberében ért véget, ez alatt az idő alatt 19 fő vesztette életét, főként a Pszkov környékén vívott harcokban.